# Grote schaduwzandoog
De grote schaduwzandoog (Kirinia roxelana) is een dagvlinder uit de familie van de Nymphalidae, de vossen, parelmoervlinders en weerschijnvlinders, onderfamilie Satyrinae. De voorvleugellengte bedraagt 29 tot 31 millimeter. De soort komt voor in Zuidoost-Europa en het Nabije Oosten. De soort kent één jaarlijkse generatie die vliegt van april tot september. De vlinder vliegt tot op hoogtes van tot 1700 meter boven zeeniveau. De habitat bestaat droog en open bos of struweel.
De waardplanten van de grote schaduwzandoog komen uit de grassenfamilie, de eitjes worden echter gelegd in spleten in de schors van bomen en struiken. De soort overwintert als rups.